# Grube Gladbach
Die Grube Gladbach ist eine ehemalige Eisen-Grube des Bensberger Erzreviers in Bergisch Gladbach. Das Gelände gehört zum Stadtteil Stadtmitte. Das Mutungsgesuch mit dem Namen Gladbach auf Eisenerz stammt vom 15. März 1864. Die Verleihung erfolgte am 7. Juli 1868. Das Grubenfeld Gladbach überdeckte das Grubenfeld Neue Hoffnung und zog sich von der Gohrsmühle entlang der Strunde bis nach Gut Schiff. Im Norden erstreckte es sich noch bis zum Ortsteil Hebborn. Der Fundpunkt lag im Einmündungsbereich der Bergstraße auf die Rommerscheider Straße. Mit der späteren Bebauung hat man alle Relikte zerstört. Über die  Betriebstätigkeiten ist nichts bekannt.